# Ibrahim Bayesh
Ibrahim Bayesh (ur. 1 maja 2000 w Bagdadzie) – iracki piłkarz, występujący na pozycji napastnika w irańskim klubie Gol Gohar Sirjan oraz w reprezentacji Iraku.

## Statystyki

### Klubowe
Na podstawie:
Uwaga! Brak informacji o rozegranych meczach zawodnika w trzech pierwszych klubach. Tabela przedstawia tylko dane z klubów, z których są dostępne informacje.
| Klub              | Sezonów | Liga                    | Liga  | Liga   | Puchar krajowy | Puchar krajowy | Kontynentalne | Kontynentalne | Suma  | Suma   |
| Klub              | Sezonów | Liga                    | Mecze | Bramki | Mecze          | Bramki         | Mecze         | Bramki        | Mecze | Bramki |
| ----------------- | ------- | ----------------------- | ----- | ------ | -------------- | -------------- | ------------- | ------------- | ----- | ------ |
| Al-Zawraa         | 1       | Dawri Al-Nokhba         | 4     | 4      | 1              | 0              | 3             | 1             | 8     | 5      |
| Al-Quwa Al-Jawiya | 4       | Dawri Al-Nokhba         | 13    | 13     | 1              | 0              | 16            | 2             | 30    | 15     |
| Gol Gohar Sirjan  | 0       | Persian Gulf Pro League | 0     | 0      | 0              | 0              | 0             | 0             | 0     | 0      |
|                   | Łącznie | Łącznie                 | 17    | 17     | 2              | 0              | 19            | 3             | 38    | 20     |

### Reprezentacyjne
Na podstawie:
| Rozgrywki                   | Faza     | M  | Gol | Żółta kartka | Czerwona kartka |
| --------------------------- | -------- | -- | --- | ------------ | --------------- |
| Mecze towarzyskie           | –        | 13 | 0   | 3            | 0               |
| Eliminacje MŚ 2022          | Grupa 3  | 5  | 1   | 0            | 0               |
| Eliminacje MŚ 2022          | Grupa A  | 7  | 0   | 0            | 0               |
| Puchar Zatoki Perskiej 2019 | Grupa A  | 2  | 0   | 0            | 0               |
| Puchar Zatoki Perskiej 2023 | Grupa A  | 3  | 1   | 0            | 0               |
| Puchar Zatoki Perskiej 2023 | Półfinał | 1  | 1   | 0            | 0               |
| Puchar Zatoki Perskiej 2023 | Finał    | 1  | 1   | 0            | 0               |

## Sukcesy
Na podstawie:

### Klubowe
Z Al-Quwa Al-Jawiya:
- Puchar AFC 2017/18

Z Al-Zawraa SC:
- Superpuchar Iraku 2017